# Пензино
Пензино — деревня в Барабинском районе Новосибирской области. Входит в состав Козловского сельсовета.

## География
Площадь деревни — 50 гектар

## История
Основана в 1894 г. В 1926 году состояла из 127 хозяйств, основное население — русские. Центр Пензенского сельсовета Барабинского района Барабинского округа Сибирского края.

## Население
| 1926 | 2002 | 2007 | 2010 |
| ---- | ---- | ---- | ---- |
| 714  | ↘276 | ↘273 | ↘223 |

## Инфраструктура
В деревне по данным на 2006 год функционируют 1 учреждение здравоохранения, 1 образовательное учреждение.